# لويز فرناندو كارفاليو
لويز فرناندو كارفاليو (بالبرتغالية: Luiz Fernando Carvalho‏) هو كاتب سيناريو ومخرج برازيلي، ولد في 28 يوليو 1960 في ريو دي جانيرو في البرازيل.

## وصلات خارجية
- الموقع الرسمي
- لويز فرناندو كارفاليو على موقع IMDb (الإنجليزية)
- لويز فرناندو كارفاليو على موقع ألو سيني (الفرنسية)
- لويز فرناندو كارفاليو على موقع أول موفي (الإنجليزية)
- لويز فرناندو كارفاليو على موقع قاعدة بيانات الفيلم (الإنجليزية)
- لويز فرناندو كارفاليو على موقع كينوبويسك (الروسية)